# آلن گودن
آلن گودن (انگلیسی: Allan Gauden; ۲۰ نوامبر ۱۹۴۴ – ۲۹ آوریل ۲۰۲۰) بازیکن فوتبال اهل بریتانیا بود.
از باشگاه‌هایی که در آن بازی کرده‌است می‌توان به باشگاه فوتبال گریمزبی تاون و باشگاه فوتبال دارلینگتون اشاره کرد.